# Gentoox
Gentoox este un sistem de operare bazat de Linux Gentoo.

## Versiuni
| versiune | release | data lansării |
| -------- | ------- | ------------- |
| Home     | 7.1     | 2009-01-28    |
| Resctoox | 6.0     | 2009-01-25    |
| Pro      | 5.1     | 2009-01-28    |
| Sparkle  | 4.0     | 2009-01-25    |
| MCE      | 1.3     | 2005-06-16    |
| Loader   | 6.07    | 2007-04-15    |